# GeenPeil

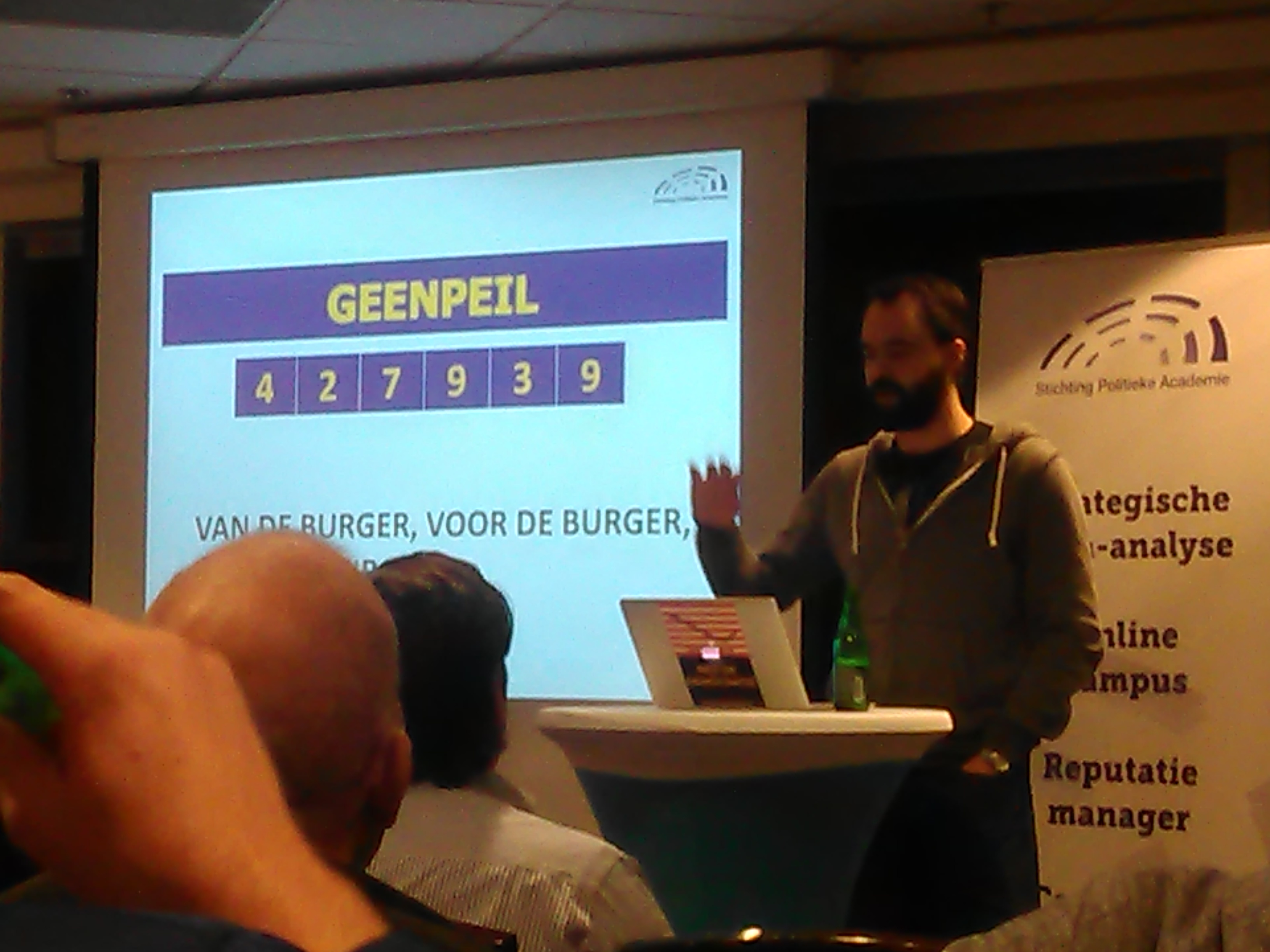
Bart Nijman spreekt tijdens een bijeenkomst van GeenPeil in maart 2015 in Utrecht

GeenPeil is een Nederlandse politieke partij en politiek gericht initiatief uit 2014 dat werd opgepikt door website GeenStijl. De partij heeft deelgenomen aan de Tweede Kamerverkiezingen 2017 en haalde daar niet de kiesdeler. De partij heeft niet deelgenomen aan de Tweede Kamerverkiezingen 2021.

## Achtergrond
GeenPeil werd in 2015 bekend door een nationaal raadgevend referendum aan te vragen over de Associatieovereenkomst tussen de Europese Unie en Oekraïne. Het raadgevend referendum ging over de goedkeuringswet voor de in 2014 ondertekende Associatieovereenkomst tussen de EU, Euratom, hun 28 lidstaten en Oekraïne. GeenPeil wordt geleid door GeenStijl-redacteur Bart Nijman ('Van Rossem'), woordvoerder van de campagne was GeenStijlTV-gezicht Jan Roos. Ook Thierry Baudet is een van de initiatiefnemers van het GeenPeil-referendum.
Mede-initiatiefnemers waren het Forum voor Democratie en het Burgercomité EU. Dat laatste was een initiatief van Pepijn van Houwelingen van het Sociaal en Cultureel Planbureau en Arjan van Dixhoorn, docent geschiedenis aan de Universiteit van Antwerpen, en is volgens hen erop gericht de Europese Unie 'kapot te maken'. Pepijn van Houwelingen heeft eerder onder het pseudoniem "Vossius" de roman "Oneigentijds" gepubliceerd. Hierin uit hoofdpersoon "Vossius" grote afkeer van de Europese Unie, die volgens hem Europa "verziekt en verzwakt" heeft door ”het mekkeren” over mensenrechten als vrijheid en gelijkheid. Hitlers Derde Rijk is volgens hem te verkiezen boven onze samenleving.
Op 14 oktober 2015 maakte de Kiesraad bekend dat het referendum er ging komen. Het referendum is op 6 april 2016 gehouden. In 2018 zette GeenPeil zich in voor het mogelijk maken van een referendum voor een wijziging van de Wet op de orgaandonatie.

## Europese Parlementsverkiezingen 2014
In 2014 organiseerde GeenStijl een gelijknamige actie tijdens de Europese Parlementsverkiezingen, die de regel omzeilde dat Nederlandse gemeentes de uitkomst van deze verkiezingen pas enkele dagen later mochten bekendmaken, tegelijk met andere EU-lidstaten. GeenStijl liet, gebruikmakend van een maas in de Kieswet, de uitslag per stembureau registreren door 1.442 vrijwilligers. De voorzitter van elk stembureau moet de uitslag namelijk hardop voorlezen en daar mogen burgers bij waarnemen. Op basis van die gegevens kon GeenStijl een eigen exit-poll maken.

## Referendum over de Associatieovereenkomst tussen de Europese Unie en Oekraïne

### Standpunten
De campagneslogan van GeenPeil luidde "Doe mee en red de democratie!". Daarmee bedoelden de initiatiefnemers democratie op zowel Nederlands als Europees niveau. Op de campagnewebsite staat dat men vond dat het tijd was "dat wij als volk een duidelijk democratisch signaal naar Den Haag zenden", maar ook dat ze "tegen de gebrekkige Europese democratie" ageerden. Het EU-verdrag met Oekraïne ziet GeenPeil niet zitten. Niet alleen vinden zij dat hier burgerinspraak over moet plaatsvinden; zij zien dit verdrag vooral als voorportaal naar EU-lidmaatschap voor Oekraïne. Critici beweren echter dat EU-lidmaatschap voor Oekraïne niet aan de orde is.

### Steun
GeenPeil kreeg tijdens de campagne steun van verschillende politieke partijen, waaronder de PVV, VNL, de SP, 50PLUS en de Partij voor de Dieren. Van deze partijen stemde alleen 50PLUS vóór het associatieverdrag. Verder was er bijval van bekende Nederlanders, waaronder cabaretier Hans Teeuwen, filmmaker Eddy Terstall en tv-presentator Jort Kelder.
Tegenstand kreeg GeenPeil onder meer van hoogleraar aan de Erasmus Universiteit Marcel Canoy. Zijn voornaamste kritiek was dat het onderwerp van het referendum zich moeilijk leent voor een "ordentelijk inhoudelijk publiek debat". Ook geschiedkundige en hoogleraar internationale betrekkingen Rob de Wijk was fel opponent van het initiatief. In een debat met Jan Roos vertelde De Wijk dat hij zich afvroeg of de door "GeenPeil-activisten" gebruikte argumenten wel "valide" waren. In NRC Handelsblad werd GeenPeil zelfs "aanhanger op de flanken van Poetin" genoemd.

### Procedure en resultaten
De Wet raadgevend referendum onderscheidt twee fases voor het aanvragen van een raadgevend referendum: de inleidende fase en de definitieve fase. Voor de inleidende fase zijn 10.000 geldige referendumverzoeken benodigd, binnen een termijn van vier weken nadat desbetreffende wet is gepubliceerd. Om een geldig referendumverzoek in te dienen, dient men gebruik te maken van de door de Kiesraad opgestelde formulieren. De geldigheid van een verzoek is verder afhankelijk van de ingevulde gegevens, kiesgerechtigdheid en of het verzoek tijdig is ontvangen. De Kiesraad bepaalt aan de hand van een aselecte steekproef hoeveel formulieren geldig zijn.
Als het inleidende verzoek vervolgens wordt toegelaten door de Kiesraad, gaat de definitieve fase van start. Er moeten dan 300.000 geldige referendumverzoeken worden ontvangen, binnen een termijn van zes weken. Als het definitieve verzoek wordt toegelaten, moet de regering binnen zes maanden een raadgevend referendum organiseren.

### Inleidende fase
De uiterste ontvangstdatum van de inleidende fase werd voor deze wet door de Kiesraad gesteld op 6 augustus 2015. Op 13 augustus meldde de Kiesraad dat er in totaal 14.441 verzoeken waren ontvangen. Op basis van de steekproef verklaarde de Kiesraad 13.480 verzoeken geldig en werd het inleidend verzoek toegelaten.

### Definitieve fase
Voor de definitieve fase werd de uiterlijke ontvangstdatum gesteld op 28 september 2015. Om het proces te vergemakkelijken, ontwikkelde GeenStijl een applicatie waarmee men digitaal het referendumformulier kon invullen en ondertekenen. Naar eigen zeggen haalde GeenStijl hiermee binnen 24 uur ruim 30.000 handtekeningen op.
Op 27 september, een dag voor de deadline, maakte woordvoerder Jan Roos in de avonduitzending van RTL Nieuws bekend dat GeenPeil 443.000 digitale referendumverzoeken had opgehaald. De eindstand werd uiteindelijk door GeenStijl gesteld op 451.666 referendumverzoeken. Dat is ruim boven het wettelijk minimum van 300.000 verzoeken en zou dus voldoende zijn voor een raadgevend referendum.
De Kiesraad maakte op 14 oktober 2015 bekend dat er in totaal 472.849 ondersteuningsverklaringen werden ontvangen, waarvan zij er 427.939 geldig verklaarden op basis van een steekproef. Dat betekende dat het referendum dus zou plaatsvinden. Dat zou voor 14 april 2016 gebeuren, tijdens het Nederlands voorzitterschap van de Europese Unie. Op welke dag het referendum precies plaatsvond, bepaalde de referendumcommissie. Ook bepaalde deze commissie hoe de vraag op het stembiljet zou luiden.
Het halen van de drempel van 300.000 handtekeningen betekende verder dat het associatieverdrag uitgesteld werd.

### Vervolg
Woordvoerder Jan Roos maakte in Nieuwspoort bekend dat GeenPeil geen campagne voor of tegen het verdrag met Oekraïne ging voeren. Ze gaven daarmee prioriteit aan de opkomstdrempel van 30%, die de Wet raadgevend referendum voorschrijft. Als deze drempel niet werd gehaald, was het referendum niet geldig.
Het bezwaar dat Jeroen de Kreek indiende tegen het besluit van de Kiesraad werd op 26 oktober 2015 door de Raad van State niet ontvankelijk verklaard. Tegen deze uitspraak kan geen hoger beroep worden ingesteld waardoor het referendum definitief doorgang kon vinden.
De Referendumcommissie maakte op 29 oktober 2015 bekend dat het referendum over het verdrag op 6 april 2016 zou worden gehouden.

## Tweede Kamerverkiezingen 2017
Op 3 december 2016 maakte GeenStijl bekend dat GeenPeil mee ging doen met de Tweede Kamerverkiezingen 2017 met als lijsttrekker Jan Dijkgraaf. De politieke beweging behaalde 4.945 stemmen, ruim minder dan de voor een zetel benodigde 70.000 stemmen.

## Referendum Wijziging van de Wet op de orgaandonatie
In 2018 maakte GeenPeil zich met 'Hart voor democratie' hard voor een raadgevend referendum over een wijziging van de Wet op de orgaandonatie. De Kiesraad keurde een inleidend verzoek daartoe goed.